# Jan Czarnkowski (zm. 1466/1467)
Jan Czarnkowski (rok urodzenia nieznany, zm. w 1466/1467 roku) – kasztelan gnieźnieński w 1454 roku, podkomorzy poznański w 1438 roku, starosta Kłecka w 1435 roku.
Syn Mikołaja, sędziego poznańskiego, prawnuk Sędziwoja z Czarnkowa (zm. 1365), kasztelana nakielskiego. Został podstępnie uwięziony 1421 przez Krzyżaków, został uwolniony 1422 dzięki osobistej interwencji Władysława Jagiełły; działając z polecenia króla, zatrzymał 1430 poselstwo cesarza Zygmunta Luksemburskiego wiozące koronę dla Witolda; brał udział w wojnie trzynastoletniej oraz w rokowaniach z Krzyżakami i przedstawicielami Związku Pruskiego.
Syn Jana, Sędziwój Czarnkowski (zm. 1500) był wojewodą poznańskim.